# 盟旗制度
盟旗制度（めいきせいど、Hushuu Chuulganii Dürem）は、清朝政府がモンゴル諸部を征服した後に、モンゴルの伝統的政治体制と所属関係を取り消して創立した行政制度。
基本的な機関は旗（Hushuu、ホショー）。旗にはジャサク旗、総官旗、都統旗とラマ旗の4種類ある。旗ごとに牧地が指定され、その地域を越えた遊牧は禁止されていた。いくつかの旗の上に一つの盟（Chuulgan）を設置する（盟を設置していない旗もある）。1636年、清朝に降伏したゴビ砂漠の南のモンゴル24部を49のジャサク旗に分け、その上で6つの盟を設置した。17世紀末期以降、清朝の勢力範囲の拡大にともない、ハルハ、ホショード、トルグートなどのモンゴル部族でも実施した。

## 清朝の盟と旗（1636年 - 1911年）
- 内モンゴル六盟：ジェリム盟、ジョソト盟、ジョーオダ盟、シリンゴル盟、オラーンチャブ盟、イフジョー盟
- ハルハ四盟：ハンアリン盟（トゥシェート＝ハン・アイマグ）、チェチェルリグ盟（サインノヤン＝ハン・アイマグ）、ケルルニバルホタン盟（チェチェン＝ハン・アイマグ）、ジャクビラセチンビェデリヤノール盟（ジャサクト＝ハン・アイマグ）
- 青海オーロト二盟：青海右翼盟、青海左翼盟
- ホブド三盟：サインジャヤート右翼盟、サインジャヤート左翼盟、チンセテゲルト盟
- 新疆トルグード、ホショード五盟：南路ウネンススグト盟、北路ウネンススグト盟、西路ウネンススグト盟、東路ウネンススグト盟、中路バトサイシヤルト盟